# SEK Μα
La série SEK Μα (M-alpha) est une série de locomotives lourdes à vapeur des SEK - Sidirodromoi Ellinikou Kratous Chemins de fer Helléniques, prédécesseur des actuels Organismós Sidirodrómon Elládos - OSE, devenue filiale des Ferrovie dello Stato Italiane - FS en 2016. Les locomotives SEK Μα appartenaient à la classe de locomotives à vapeur 1-5-1 (1'-E-1') conçues par les constructeurs italiens Ansaldo, Breda C.F. en 1952. Il s'agissait des locomotives à vapeur mono-châssis à voie standard les plus grandes et les plus lourdes d'Europe, capables de tirer un train de 450 tonnes à 110 km/h et de maintenir une vitesse de 80 km/h sur une pente de 10‰ (10 pour mille). Lors des essais de réception en Italie, elles ont été contrôlées à la vitesse de 120 km/h. Il s'agit des plus grandes locomotives à vapeur jamais construites en Italie et des utilisées en Grèce. Outre leur taille, les locomotives étaient des locomotives à vapeur surchauffées à deux cylindres classiques avec une seule détente de vapeur. La compagnie OSE a radié les dernières locomotives en 1974 mais a sauvegardé les locomotives Μα.1002 et 1013.
Les 20 locomotives SEK Μα numérotées Μα.1001 ÷ 1020, ont été les dernières locomotives à vapeur acquises par SEK avant leur conversion à la traction diesel. Elles ont été construites en Italie en 1953/54 par Ansaldo (10 unités) et Breda C.F. (10 unités) avec le concours de Officine Meccaniche Reggiane pour la fabrication des tender. La longueur de la locomotive avec le tender est de 24,93 m, la hauteur de 4,51 m et le poids en service de 136 tonnes. La chaudière fonctionne à 18 bars de pression et la puissance nominale est de 2 950 Ch (2170 kW). La vitesse maximale est de 120 km/h. 
Ces locomotives étaient basées dans les dépôts d'Ágios Ioánnis (Réntis) dans la banlieue d'Athènes et de Thessalonique et ont été utilisées principalement pour des trains lourds de marchandises mais surtout pour les trains express de voyageurs sur les lignes principales dont l'Orient-Express, les lignes Le Pirée-Thessalonique et Thessalonique-Idomeni jusqu'en 1974, date à laquelle elles furent retirées à la suite de la décision d'OSE de convertir complètement son parc à la traction diesel.
Ces locomotives ont été converties pour fonctionner au fioul lourd par Henschel & Sohn en 1958.
Seuls deux exemplaires ont survécu au démantèlement des locomotives à vapeur de 1984-1985. L'une d'elles, la Μα.1002, est exposée dans le cadre du théâtre "Το Τρένο στο Ρουφ" ("Le train de Rouf"), gare de Rouf à Athènes.